# Ann Turkel
Ann Kathryn Turkel (Nova Iorque, 16 de Julho de 1946) é uma atriz e modelo estadunidense.

## Biografia
Filha de Thelma L. (Friedricks) e Melvin A. Turkel, Ann Turkel cresceu em Manhattan. De ascendência judaica e russa austríaca, Ann teve aulas de atuação, dança e voz em idade precoce. Aos 16 anos, estudou na Academia de Teatro Musical com professores de representação de destaque na altura.
Com um corpo escultural de 6 pés de altura, Ann é descoberta por um editor da Vogue Magazine, em 1971. Em pouco tempo, ela tornou-se uma das modelos mais procuradas dos EUA. Dois anos mais tarde, Ann atingiu os mercados internacionais, modelando o sucesso na Europa. 
Aos 27 anos de idade, ela abandona a sua carreira na moda para co-protagonizar o filme 99 and 44/100% Dead, ao lado de Richard Harris, com que se casou naquele mesmo ano, embora tivessem 15 anos de diferença, e divorciou-se em 1982. Quando Harris morreu em 2002, Turkel foi muito triste, e disse que ele era o seu mentor e um bom amigo.